# Gościszowice (gromada)
Gościszowice – dawna gromada, czyli najmniejsza jednostka podziału terytorialnego Polskiej Rzeczypospolitej Ludowej w latach 1954–1972.
Gromady, z gromadzkimi radami narodowymi (GRN) jako organami władzy najniższego stopnia na wsi, funkcjonowały od reformy reorganizującej administrację wiejską przeprowadzonej jesienią 1954 do momentu ich zniesienia z dniem 1 stycznia 1973, tym samym wypierając organizację gminną w latach 1954–1972.
Gromadę Gościszowice z siedzibą GRN w Gościszowicach (w obecnym brzmieniu Gościeszowice) utworzono – jako jedną z 8759 gromad na obszarze Polski – w powiecie szprotawskim w woj. zielonogórskim na mocy uchwały nr V/26/54 WRN w Zielonej Górze z dnia 5 października 1954. W skład jednostki weszły obszary dotychczasowych gromad: Gościszowice ze zniesionej gminy Borowina i Mycielin ze zniesionej gminy Niegosławice w tymże powiecie. Dla gromady ustalono 16 członków gromadzkiej rady narodowej.
1 stycznia 1959 gromadę zniesiono, a jej obszar włączono do gromady Niegosławice w tymże powiecie.